# Renault Vivastella

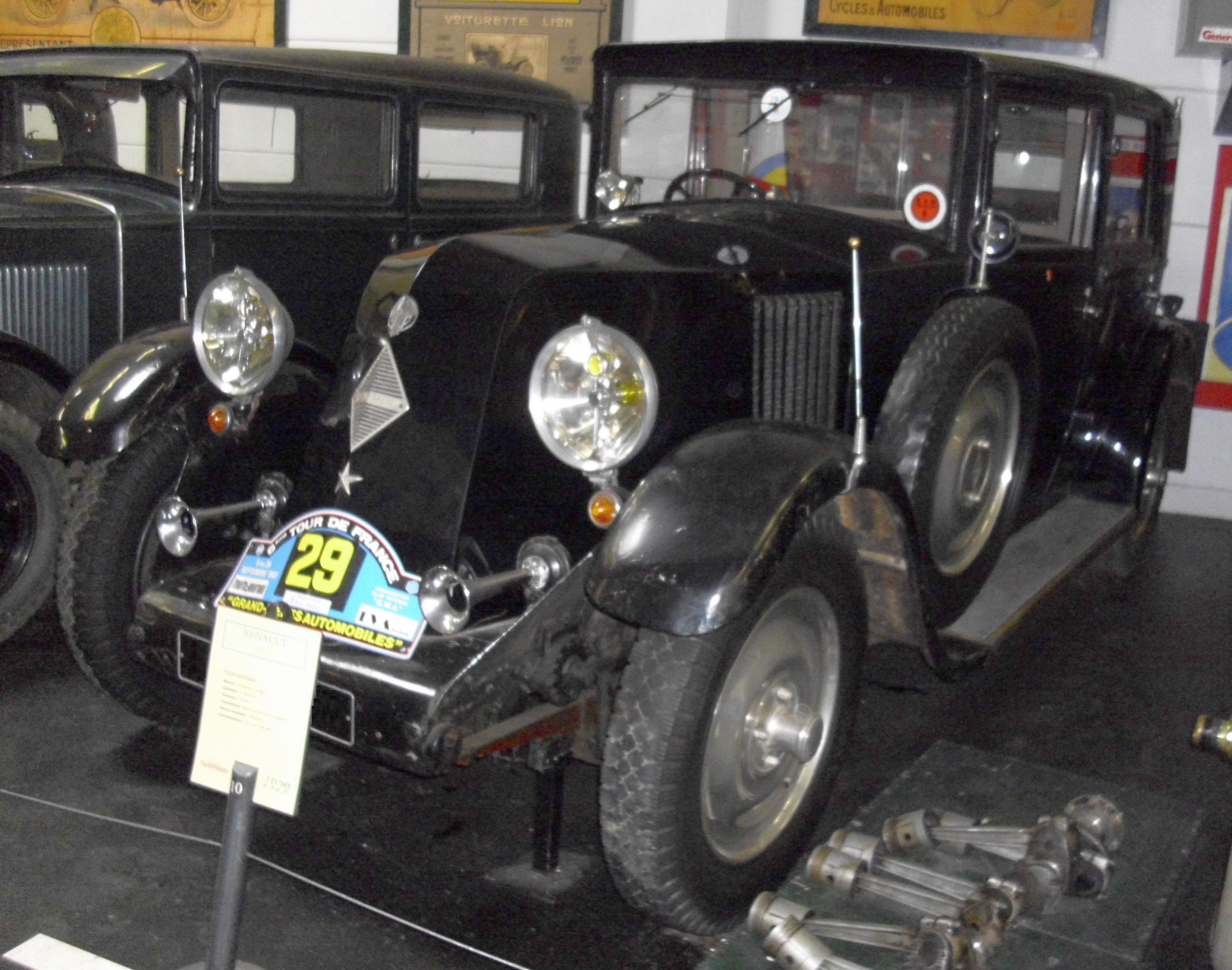
Kühler hinter dem Motor:
Type PG 2 als Limousine (1929)

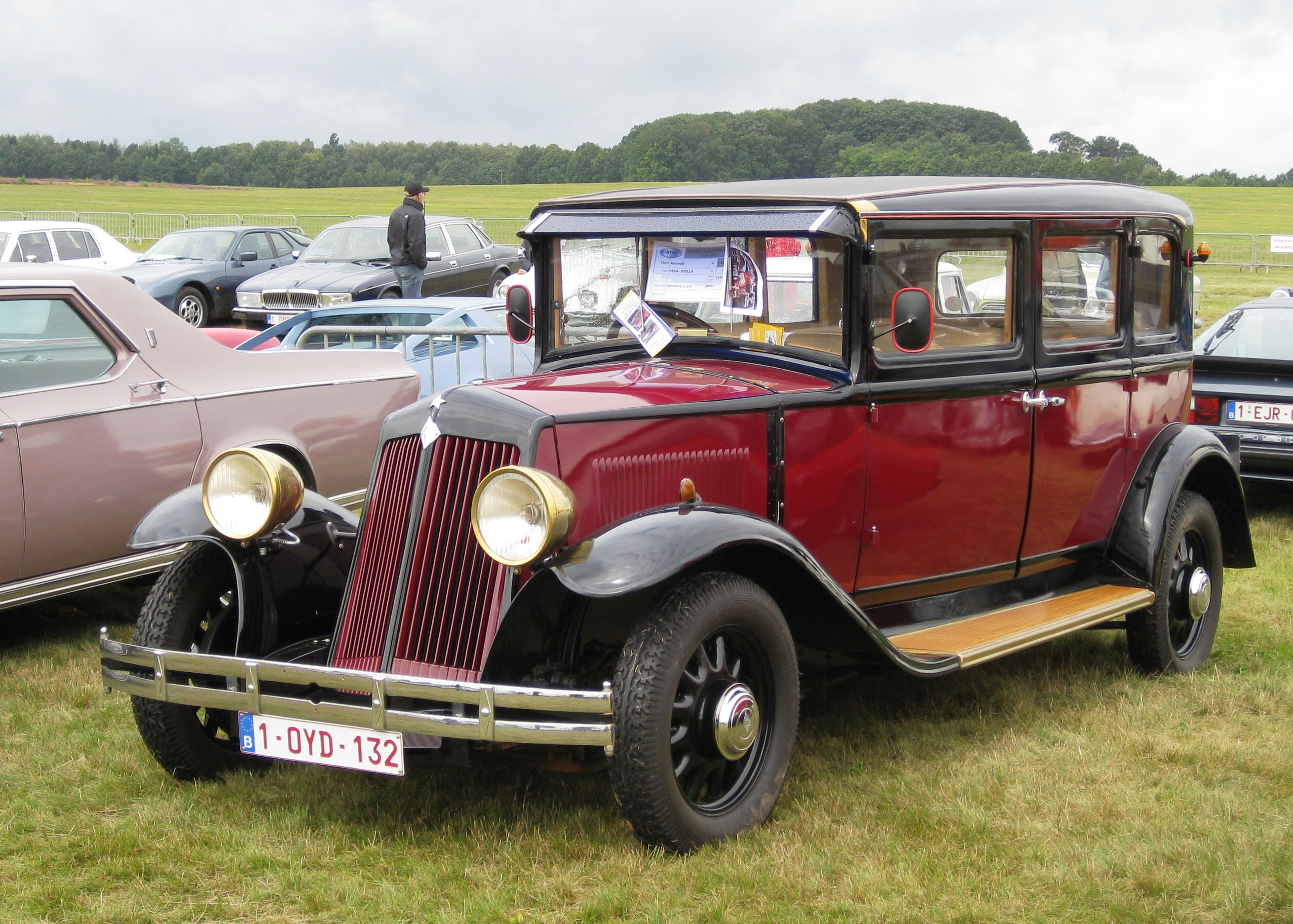
Kühler vorne, senkrechte Lüftungsschlitze:
Type PG 4 (1930)

Der Renault Vivastella war ein Personenkraftwagenmodell der Zwischenkriegszeit von Renault. Die Typencodes lauteten Type PG, Type ZA, Type ACR, Type ADB und Type BDZ.

## Beschreibung
Renault präsentierte dieses Modell Ende 1928 als Luxusvariante des Renault Vivasix. 1939 endete die Produktion ohne Nachfolger.

### Type PG 2
Der wassergekühlte Sechszylindermotor mit 75 mm Bohrung und 120 mm Hub hatte 3181 cm³ Hubraum. Die Motorleistung wurde über eine Kardanwelle an die Hinterachse geleitet.
Der Kühler war hinter dem Motor platziert. An der Front des Fahrzeugs befand sich ein Rhombus, das Markenzeichen von Renault, sowie ein Stern, wie bei allen Stella-Varianten. Die vordere Stoßstange bestand aus zwei Rohren. Der Unterschied zum Basismodell bestand u. a. in zwei Scheibenwischern, Türtaschen und verchromten Radkappen. Limousine und Pullman-Limousine sind überliefert.

### Type PG 3
Dieses Modell erschien im Jahre 1929 als 1930er Modell. Der Kühler war nun vor dem Motor platziert. Der Kühlergrill war leicht schräg angeordnet. An den Seiten der Motorhaube befanden sich noch keine Lüftungsschlitze. Die Spurweite betrug vorne 144 cm und hinten 145,4 cm. Der Radstand der fünfsitzigen Karosserien betrug 310,7 cm und jener der siebensitzigen Karosserien 334,7 cm. Wie zuvor sind Limousine und Pullman-Limousine überliefert.

### Type PG 4
Im Oktober 1930 folgte diese Ausführung. An den Seiten der Motorhaube waren senkrechte Lüftungsschlitze. Die vordere Stoßstange bestand aus zwei Rohren. Neben Limousine und Pullman-Limousine war ein Cabriolet verfügbar. Die Fahrzeuge mit dem kurzen Fahrgestell waren 450 cm lang und 170 cm breit.

### Type PG 5
Im Oktober 1931 erschien diese Ausführung. Es gab kaum optische Änderungen. Die Fahrzeuge waren 445 cm bzw. 469 cm lang und 174 cm breit. Zusätzlich stand ein Roadster im Angebot.

### Type PG 7
Diese Ausführung wurde auf dem Pariser Automobilsalon im Oktober 1932 präsentiert. Der Motor leistete 65 PS. Vermutlich drei gleich große Lüftungsklappen in den Seiten in der Motorhaube sowie eine einteilige gerade vordere Stoßstange waren Erkennungsmerkmale. Limousine und Pullman-Limousine sind überliefert. Anfang 1933 ergänzte die Ausführung S.A. mit anderer Motoraufhängung das Sortiment.

### Type PG 9
Diese Ausführung erschien im Oktober 1933. Der Radstand des kurzen Fahrgestells war auf 313,4 cm verlängert worden. Im Angebot standen nur Limousine und Pullman-Limousine. Die Fahrzeuge waren 458 cm bzw. 480 cm lang und 180 cm breit.

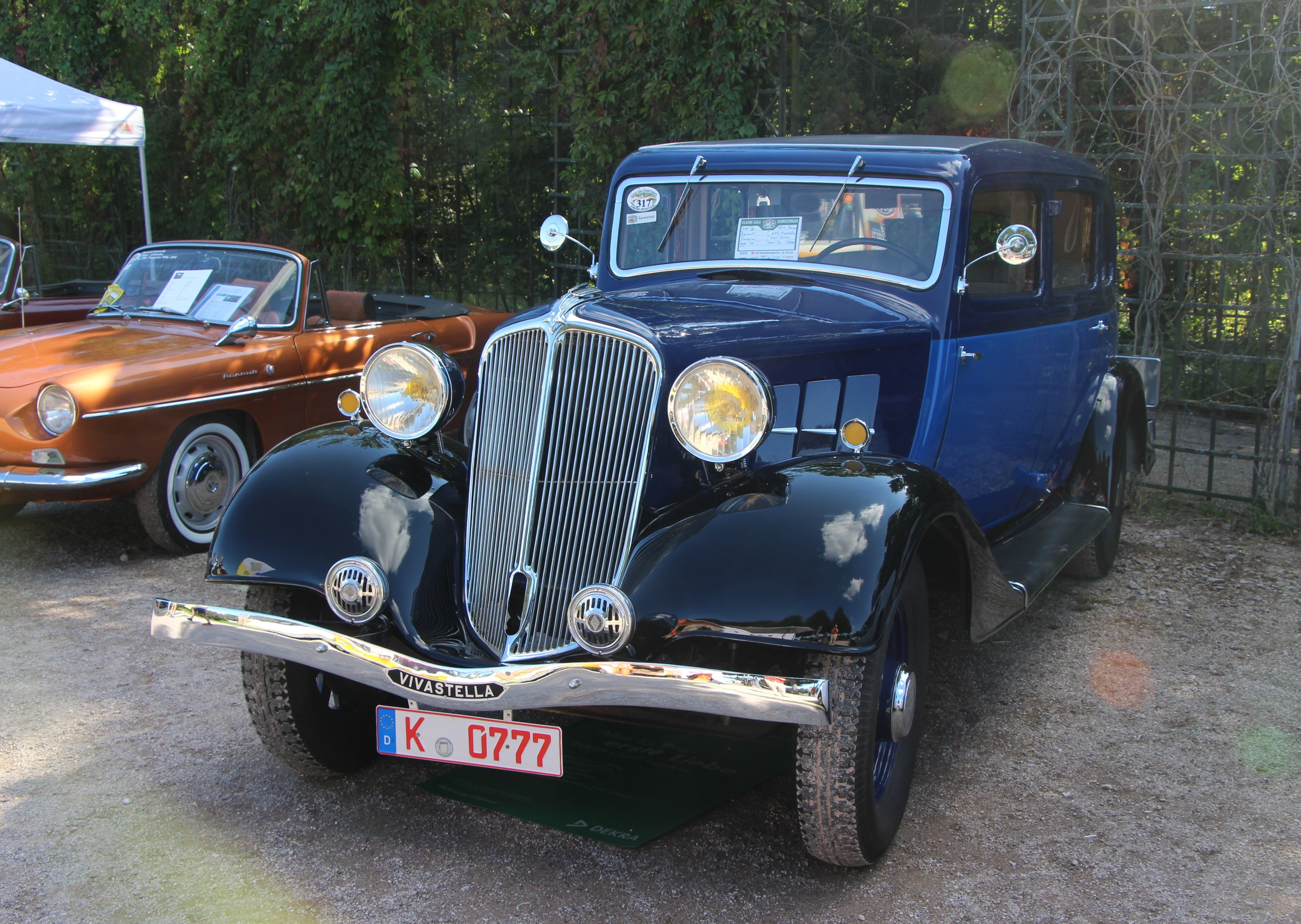
Type ZA 2 (1934)
mit je vier Lüftungsklappen

### Type ZA 2
Diese Ausführung erhielt am 15. Dezember 1933 seine Zulassung. Die auf 80 mm vergrößerte Zylinderbohrung sorgte für 3619 cm³ Hubraum und 85 PS Leistung. Radstand und Spurweite blieben unverändert. Der Wendekreis war mit 14 Metern angegeben. Das Fahrgestell wog 1150 kg. In den Seiten der Motorhaube waren vier verschieden hohe Lüftungsklappen.

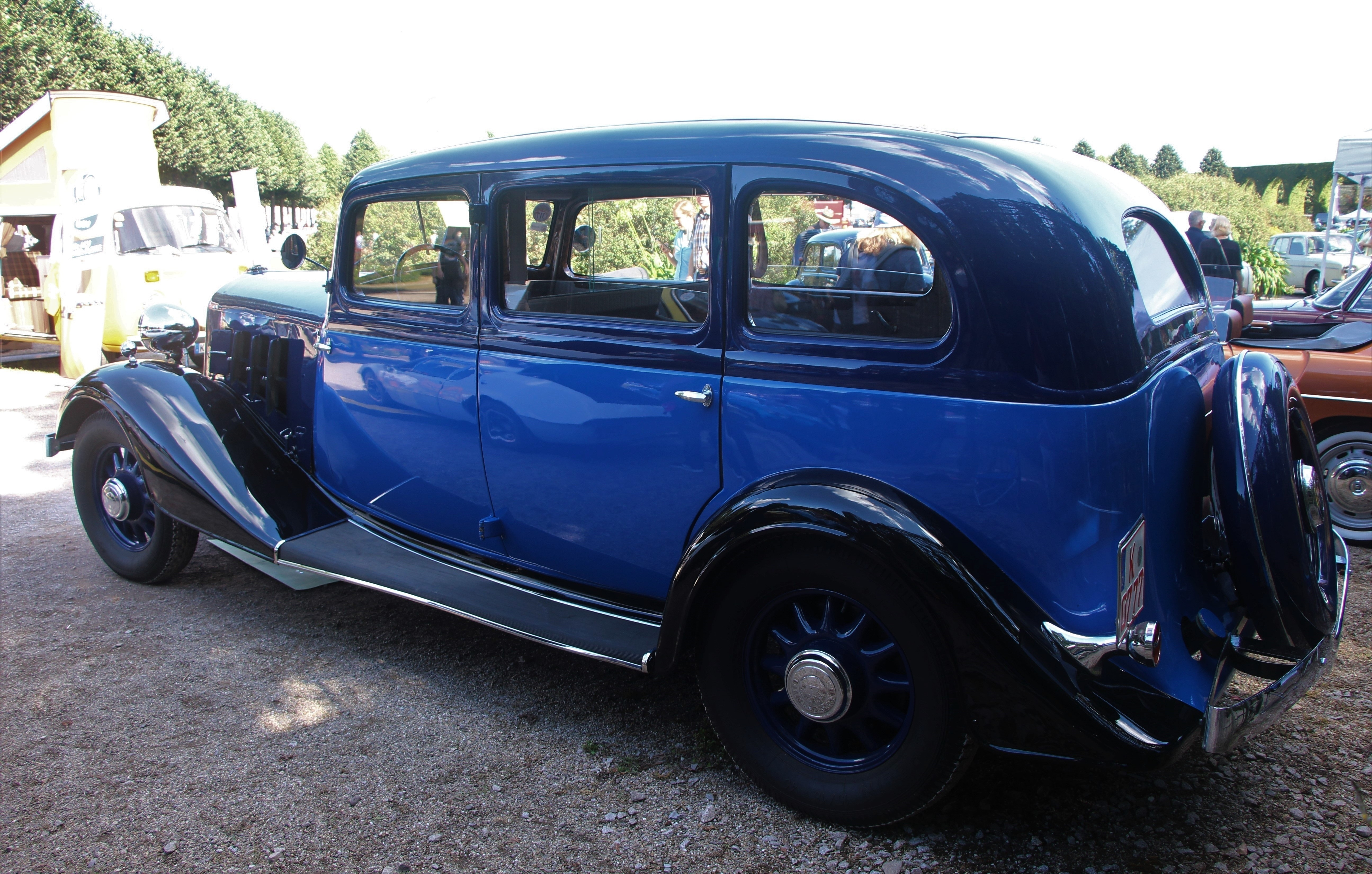
Type ZA 2, Heckansicht, zeigt die Lüftungsklappen unterschiedlicher Höhe
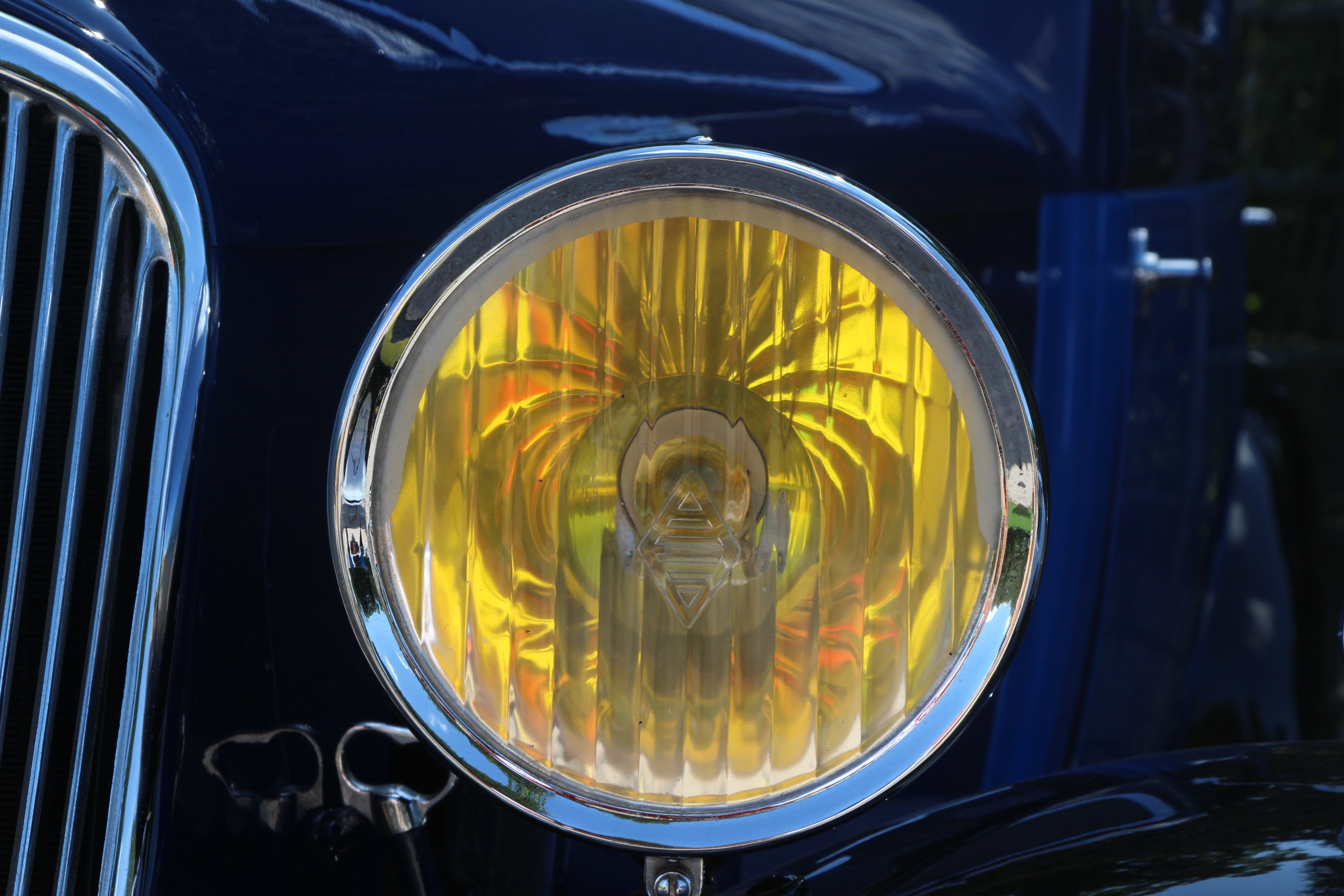
Scheinwerfer mit Renault-Rhombus des ZA 2 (1934)

### Type ZA 3
Im Oktober 1934 erschien diese Ausführung. In den Seiten der Motorhaube befanden sich vier waagerechte Lüftungsschlitze. Zwischen den beiden kurzen vorderen Stoßstangen war Platz für das Kraftfahrzeugkennzeichen. Im Angebot standen nur Limousine und Pullman-Limousine. Bei einem Radstand von 313 cm bzw. 339 cm waren die Fahrzeuge 478 cm bzw. 500 cm lang und 180 cm breit. Am 26. März 1935 endete die Produktion.

### Type ACR 1
Diese Ausführung ersetzte am 26. März 1935 die vorherige. Die Zulassung war bereits am 12. Dezember 1934 erfolgt. Die Zylinderbohrung war erneut vergrößert worden, diesmal auf 85 mm, was 4086 cm³ Hubraum ergab. Ansonsten gab es keine Änderungen zum Vormodell.

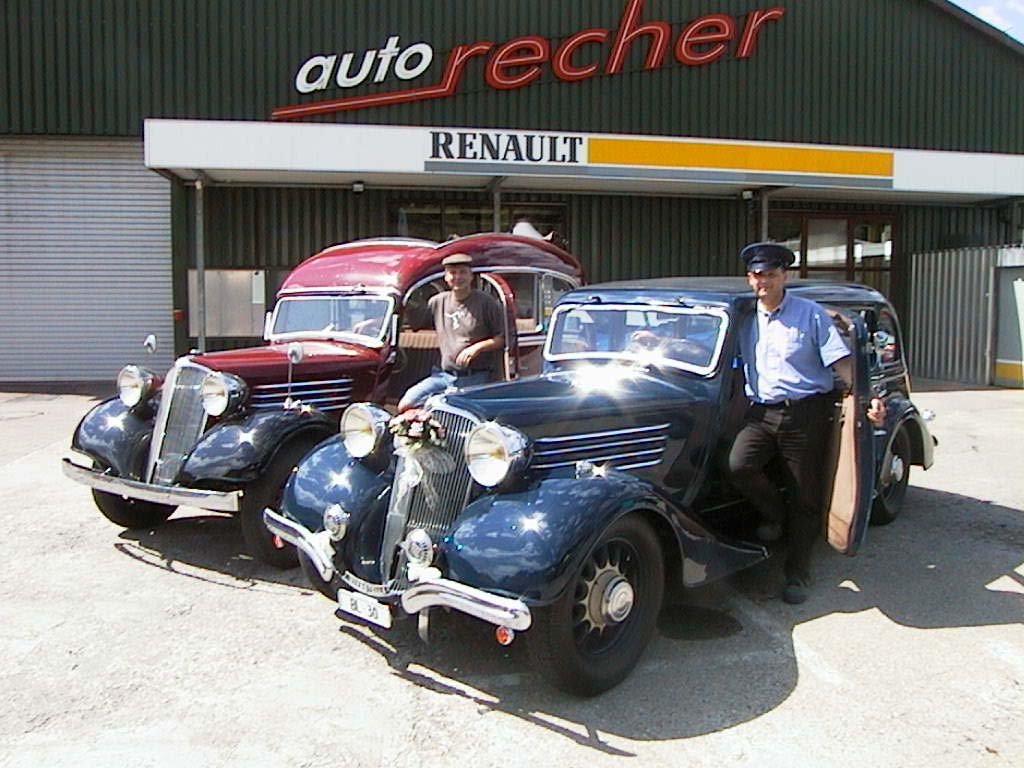
Vier waagerechte Lüftungsschlitze:
Type ACR 2 (1936)

### Type ACR 2
Diese Ausführung vom Oktober 1935 entsprach dem Type ACR 1. Es war die letzte Version mit Trittbrettern.

### Type ADB 1
Am 3. Oktober 1935 erhielt diese Ausführung die Zulassung. Das Fahrgestell hatte einheitlich 313 cm Radstand und 145,4 cm Spurweite. Die viertürige Limousine mit vier Seitenfenstern und sechs Sitzen war 490,5 cm lang und die viertürige Pullman-Limousine mit sechs Seitenfenstern und acht Sitzen war 494 cm lang. Der Verzicht auf Trittbretter sorgte für eine größere Innenbreite. In den Seiten der Motorhaube befanden sich vier bis fünf eng übereinander angeordnete Lüftungsschlitze. Die Scheinwerfer waren in die vorderen Kotflügel integriert.

### Type ADB 2
Im Oktober 1936 erschien diese Ausführung. Der Kühlergrill war seitlich abgerundet und vertikal unterteilt. In den Seiten der Motorhaube befanden sich fünf Lüftungsöffnungen in Parallelogramm-Form. Ab diesem Modell standen nur noch Pullman-Limousinen im Sortiment.

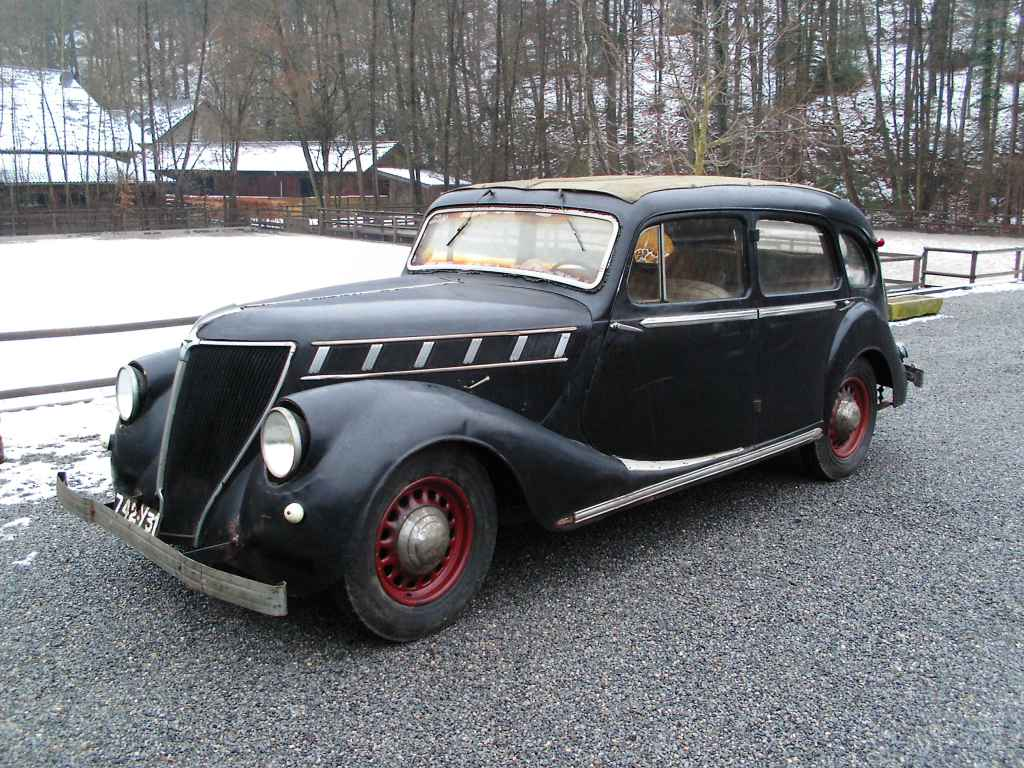
Ohne Trittbretter, Kühlergrill seitlich abgerundet und senkrecht unterteilt:
Type ADB 3 (1937)

### Type ADB 3
Im März 1937 ersetzte diese Ausführung die vorherige. Die vordere Stoßstange war einteilig und gerade. Die Hinterräder waren abgedeckt. Bei den Bremsen gab es eine Veränderung.

### Type ADB 4
Diese Ausführung vom Oktober 1937 hatte wieder offene Hinterräder sowie geringfügig andere Stoßstangen.

### Type ADB 5
Bei dieser Ausführung vom April 1938 waren die Hinterräder wieder abgedeckt.

### Type BDZ 1
Im Oktober 1938 folgte diese letzte Ausführung. Die Zulassung erfolgte am 20. Oktober 1938. Die Scheinwerfer waren nicht mehr so stark in die Kotflügel integriert wie zuvor. Der Kühlergrill war nun waagerecht unterteilt. Die Fenster in den hinteren Türen waren geteilt. Das Fahrzeug war 496,5 cm lang und 177 cm breit. Eine andere Quelle nennt 321 cm Radstand, 493 cm Länge und 175 cm Breite.